# ليسلرفيل (كيبك)
ليسلرفيل (بالإنجليزية: Leclercville, Quebec)‏ هي بلدية محلية في كيبيك تقع في كندا في Lotbinière Regional County Municipality. يقدر عدد سكانها بـ 477 نسمة ومساحتها 135.50 كم2 .